# 放伐
放伐（ほうばつ）とは、中国史において、暴君や暗君を討伐して都から追放するという行為をさす。殷の湯王、周の武王のような、次の天子となるべき有徳の諸侯が行った。

## 概要
『史記』などによれば、三皇五帝の時代には、天子の位は世襲ではなく有徳な君主が有徳な人物に譲った（禅譲）とされる。しかし夏の時代にいたって世襲制度になった。その世襲の王朝が交替する際に、放伐がなされるようになった。
夏王朝の末期に、殷の湯王が夏の暴君桀王を放伐したのが最初であるとされる。ただし夏王朝の実在性については、未だ議論の最中であり、確定はしていない。歴史上明らかな放伐の最初は、殷王朝の末期に、周の武王が殷の暴君紂王を討った事例である。
湯王と武王の故事に由来するので湯武放伐（とうぶほうばつ）ともいう。その名の通り、その後の中国史においては、放伐の事例はあまり見られない。実質上は明らかな放伐であっても禅譲の形式を踏んだり、漢民族以外の異民族の侵入によって王朝の交替がなされた。
湯武放伐は、暴君を討伐して民を救うという英雄的な行為である。しかし同時に、「主君殺し」すなわち「下剋上」「弑逆」にあたる行為でもあり、儒教の教義である「忠」「名分」と競合してしまう。そのため、湯武放伐の当否は、後世の儒者たちの議論の的になってきた。
- 『孟子』 - 放伐を肯定。紂王は仁をそこない義を破ったため、もはや主君ではなく「一夫」（ただの男）になったとして、主君殺しの罪に当たらないとした[1]。
- 古学・山県大弐 - 放伐を肯定。
- 山崎闇斎 - 放伐を否定。湯王・武王よりも、文王のような「忠」を貫く態度を支持した[2][3]。
- 上田秋成 - 放伐を否定。国学者の立場から『雨月物語』巻一「白峯」において、孟子の放伐肯定に対し、否定論を記述している